# ルトフィー・パシャ
ルトフィー・パシャ(Ottoman Turkish: لطفى پاشا , Luṭfī Paşa; Modern Turkish: Lutfi Paşa, more fully Damat Celebi Lutfi Paşa; c. 1488年 - 1564年3月27日）は、オスマン帝国の政治家。スレイマン1世のもとで1539年から41年まで大宰相を務めた。

## 概略
ヴロラ出身のアルバニア人。デヴシルメとしてバヤズィト2世のハレムに入り、科学を学ぶ。はじめカスタモヌの県軍政官（サンジャク・ベイ）に任命され、ついでカラマンのベイレルベイとなる。またアイドゥンやヨアニナのサンジャク・ベイだった可能性もある。第一次ウィーン包囲にはヨアニナで参加したかもしれない。
1534-35年に第三宰相となる。それまでにはセリム1世、スレイマン1世に仕えて、東部アナトリア、1521年のベオグラード、1522年のロードス島の戦いに従軍していた。
アヤス・メフメト・パシャが、パルガル・イブラヒム・パシャの刑死後3年間大宰相を務め、1539年に黒死病で死んだため、大宰相となる。1541年に、妻のシャー・スルタンを殴打した。シャーはスレイマンの妹であった。シャーはルトフィーが不貞について厳しすぎる刑罰を科したと文句を言ったので殴られたのである。妻は皇帝の許しを得てルトフィーを離縁し、スレイマンはルトフィーを解任してハディム・スレイマン・パシャを大宰相に任命した。
宗教や歴史について、アラビア語やトルコ語で多くの著作をなした。
オスマン帝国外伝〜愛と欲望のハレム〜ではメフメト・オズギュルが演じた。